# Dolichocephala meyi
Dolichocephala meyi är en tvåvingeart som beskrevs av Joost 1990. Dolichocephala meyi ingår i släktet Dolichocephala och familjen dansflugor.
Artens utbredningsområde är Tadzjikistan. Inga underarter finns listade i Catalogue of Life.